# Милутин Илић Гучанин
Милутин Илић звани Гучанин или Прота Гучанин (1729/39-1814) био је свештеник и војвода драгачевски у Првом српском устанку.

### Порекло и младост
Преци проте Милутина Илића, Радешићи били су пореклом из Херцеговине, одакле су се доселили у селу Гучу код Драгачева. Најстарији именом познати предак проте Милутина био је драгачевски кнез Ђуђа. Једном приликом, док је кнез Ђуђа прикупљао порез Турци су напали неколико драгачевским села. Кнез Ђуђра је организовао отпор и сукобио се са Турцима, али је у боју погинуо. Турци из освете упадну у Гучу и побију целу породицу Радешића, изузев Ђуђине супруге и двојице синова: Ђермана и Ђерасима, који су се спасли. Ђерасимов син звао се Илија, а Илијин син био је прота Милутин. Прота Милутин школовао се у манастирима Никољу и Тројицама у овчарско-кабларској клисури, поставши свештеник, а касније и протојереј.

### Први српски устанак
У време Првог српског устанка, прота Милутин придружио се устаницима и убрзо постао један о најзначајних вођа устаника у Драгачеву. Учествовао је у више бојева, што у Драгачеву, што ван њега. Тако је 24. фебруара 1804. године са војводом Новаком Бошковићем (Новачићем из Горачића) у Драгачеву потукао турску војску под вођством Сали-аге „рудничког бика“, и касније као командант 700 Драгаеваца учествовао у ослобађању Чачка од туске власти. Учествовао је и у боју на Лопашу 1806. године, чувајући српске шанчеве о турске војске под командом Бећир-паше. У нападу Турака на Ужице, дочекао је турску војску на Пониквама и потукао је, натеравши је на повлачење од Ужица. У другом покушају Турака да заузму Ужице прота Милутин се истакао лично ускочивши у турске шанчеве. Према предању ово је изазвало толико пометњу у војсци и Турци су кренули да се повлаче у таквом нереду да је цела устаничка војска спонтало три пута повикала: “Утекоше Турци, утекоше Турци, утекоше Турци!“.
Прота Милутин је самостално управљао Драгачевом све до 1810. године, када је услед старости власт предао синовима: Ђорђу на Горњим, а Миловану над Доњим Драгачевом. Прота Милутин је и званично добио војводску диплому од Карађорђа 1811. године, и том приликом под његову власт стављена су села: Гуча, Рогача, Осок, Марковица, Којић, Тијање, Турица, Рти, Дучаловићи, Тучково, Дрен, Чучаник, Негришори, Лисице, Пухово, Пилатовићи, Капица, Пожега, Бакионица, Пријановић, Лопаши, Горња и Доња Краварица, Вирово, Церово, Трешњевица, и Миросаљци. Према Петру Јокићу, устаничком војводи, прота Милутин био је веома поштован у народу: „слушала га је његова нахија као Светог Краља“.

### Последње године и смрт
Приликом слома устанка 1813. године, прота Милутин решио је да не бежи из Србије са осталим устаничким војводама, већ се повукао у манастир Тројице на Каблару, где је и преминуо 27. (по грегоријанском календару) јануара 1814. године. Његов син Ђорђе предао се Турцима и мирно живео у Гучи. Међутим, приликом избијања Другог српског устанка, Турци су заробили и код Сјенице погубили војводу Ђорђа. Године 1851. тело проте Милутина пренето је из манстира Тројице у порту цркве у Гучи. На његовој надгробној плочи записано је: „Под овом студеном стјеном тихо почива раб Божи блаженопочивши Господин Милутин Илић из Гуче пречесни прота и храбри воени комендант Драгачевски, велики родољуб цркве и вјере, славни ратоборац за слободу отечества који се у 85 години старости сое упокио се 14 јануара 1814 љета. Вечна му памјат – Благодарни унук Симеон Протић постави му овај мраморни споменик 1851 љета“.

## Потомство
Међу потомцима проте Милутина налазе се гучке породице Протићи, Гавриловићи, Кнежевићи (Мијатовићи, Пантелићи, Димитријевићи, Богдановићи), Радојичићи, Станићи, Благојевићи, и Куловићи.